# 711e Infanteriedivisie (Duitsland)
De Duitse 711e Infanteriedivisie (Duits: 711. Infanterie-Division) was een Duitse infanteriedivisie tijdens de Tweede Wereldoorlog.
De divisie werd opgericht op 1 mei 1941. Aanvankelijk kreeg de divisie de opdracht om de kanaalkust te bewaken. In mei 1944 werd het overgeplaats naar Normandië. Het kreeg daar de taak om het westelijke deel van de Pays de Caux en dus ook de belangrijke havenstad Le Havre te verdedigen. Het kreeg dus niet met een directe landing te maken, maar werd toch al snel opgeslokt in de strijd met de geallieerden.
In augustus 1944 werd de divisie overgeplaats naar Nederland. Ten zuiden van Rotterdam kreeg de divisie de tijd om weer op kracht te komen en er kwamen versterkingen bij. In december 1944 werd de divisie vanuit Nederland getransporteerd naar Hongarije. Na hevige strijd tegen de Sovjettroepen, werd een groot deel van de divisie gevangengenomen. Een deel wist de Sovjettroepen te ontvluchten en keerde terug naar Duitsland. In mei 1945, na de Duitse overgaven, werd de divisie formeel opgeheven.